# 趙世卿
趙世卿（1538年—1615年），字象賢，號南渚、蘭渚，山東濟南府歷城縣（今山東省濟南市）人，明朝政治人物，隆慶辛未進士，萬曆間官至戶部尚書。

## 生平
嘉靖四十三年（1564年）甲子科山東乡试第五十四名举人，隆庆五年（1571年），登辛未科会试第三百九十六名，三甲进士，户部觀政，授衡州府推官，萬曆五年（1577年）行取，升南京兵部主事。萬曆初年，张居正當國，以严治政，州县学取士不得超过十五人；布政使、按察使司以下的官吏，即便公事也禁乘驿马；死刑年有定额；征赋以九分为标准，如不及格有关部门要受罚；又屡次重责议论事情的人。赵世卿上奏纠正当时的五件重要的事。请求扩大取士的名额，放宽驿车的禁例，减少处死刑罚，延缓对科税的催征，而最后极力疏论应该广开言路。因此得罪张居正，被调出京城，担任楚府长吏。第二年的京官考核，又以不谨慎为名，撤职回乡。
张居正死后，趙世卿再次起用，萬曆十二年（1584年），任禮部儀制司郎中。萬曆十三年，任光祿寺少卿。萬曆十五年，任太常寺少卿、提督四夷館。后擔任通政使司右通政、左通政。萬曆十六年，任光祿寺卿。萬曆十七年，任太常寺卿。萬曆二十年，任順天府府尹、大理寺卿、兵部右侍郎，兼任右僉都御史、廵撫河南提督軍務。萬曆二十一年，调任户部右侍郎，总督仓场。赵世卿工于心计，凡是他所上奏的事，都斟酌分寸，军务国政有赖于此。户部尚书陈蕖有病，侍郎张养蒙避身不负责事务，皇帝恼怒，将他们一起罢免，而提拔赵世卿任尚书。
赵世卿為人重节操，为官尽職守，深得皇帝倚重。吏部尚书空缺，曾派他兼任，推举官員，毫無私心。只是楚王府宗族的人与楚王相互攻击，赵世卿极力称楚王不是伪王，与沈一贯观点相一致。李廷机辅佐朝政，赵世卿极力推举他，結果被朝廷大臣怀疑结党，先后為给事中杜士全、邓云霄、何士晋、胡忻，御史苏惟霖、马孟祯等人弹劾，赵世卿便闭门在家请求去职。他上书十多次，皇帝没有答复。万历三十八年秋，赵世卿就上疏出城等候命令。第二年十月，索性乘车径直离去，朝臣上报，万历帝亦没有怪罪。家居住七年卒，赠太子少保。

## 事跡
趙世卿任尚書時，矿税使为害四方，江西税监潘相竟擅自逮捕皇族宗室。过去的关税收入每年四十多万两，自从被税使控制后，商贾不行，数年之间减少了三分之一，四方杂税也是如此，每年收入更少，国家费用不够，边防储备匮乏，而内府供需一天天繁多，每年增加二十万两金花银旧额，宫廷费用一天天充盈起来。世卿请恢复到过去百万两的数额，罢除增加的数目，没有得到万历皇帝允许。他乞求发放内库一百万两白银以及太仆寺的五十万两马价钱接济边防储备，又违反皇上的心意，受到批评。赵世卿又请求确定潘相的罪行，并与九卿数次陈述他的危害，皇帝都不接受。赵世卿再称百姓脂膏枯竭、乡里萧条、丧乱已可预料，百姓揭竿造反为时不远，现在不及时罢除矿税，恐怕以后来不及了。皇帝都不作理会。
万历三十二年，苏、淞地区的税监刘成因为水灾请求暂时停征米税。皇帝认为每年六万两的税额，米税占一半，不应该全部停征，限令定额四万两。赵世卿上奏称：“过去已经免除了米税，即刻又再征收，已经失信于天下。现在刘成想免去一半的税额，而陛下完全不依从，难道宦官尚存恻隐之心，而陛下反而漠然不动心？”皇帝没有答复。
万历三十四年三月，万历帝下诏罢除了矿税使，税也稍有减少。然而辽东、云南、四川的税使依然如故，官吏百姓深受其苦。云南随后发生变乱，杨荣被杀。且西北地区也频繁报告水旱灾情，赵世卿屡次请求减少租税进行赈济，国家的费用更加不够支付。过了一个月他又奏请从内府费用中提取一百万两资助军费开支，皇帝不听从。赵世卿就接连上奏请求离去，上奏达到十五次，皇帝最终不同意。此前，福王准备完婚，提取户部的二十七万两白银，皇帝仍认为不够，多次催促宦官增加，宦官口出粗语，并且弹劾赵世卿违抗命令。赵世卿此举有辱国家。万历三十六年，七公主出嫁，索要费用达到数十万两。赵世卿引用先例极力争辩，皇帝下诏减去了三分之一。赵世卿又劝谏：“陛下举行大婚之礼也只用了七万两白银，长公主出嫁只用了十二万两白银，请陛下再做裁减，一样仿效长公主的例子。”皇帝不得已依从了他。福王新造了府第，开设崇文税店，争夺百姓利益，赵世卿也上书劝阻。

## 家族
曾祖趙欒，壽官。祖父趙强。父赵应奎，巡检。母姚氏。慈侍下。弟世恩、世第、世功、世光。
有子趙鉉、趙鑟、趙鑽。趙鉉（？—1627年），字伯立，號華廷，历官太仆寺丞、刑部主事、户部江西司员外郎、户部郎中、河南知府、高州知府。娶陕西宁州知州张正蒙女。赵镇，娶吴江知县郑杰女。赵鉢，娶延绥巡抚王見賓女。趙鋈，娶陕西布政使董元學女。

## 延伸阅读
[在维基数据编辑]
 《明史卷二百二十》，出自《明史》